# Zaporojciîne, Horol
Zaporojciîne (în ucraineană Запорожчине) este un sat în comuna Tarasivka din raionul Horol, regiunea Poltava, Ucraina.

## Demografie
Componența lingvistică a localității Zaporojciîne
     Ucraineană (90,43%)
     Rusă (9,57%)
Conform recensământului din 2001, majoritatea populației localității Zaporojciîne era vorbitoare de ucraineană (90,43%), existând în minoritate și vorbitori de rusă (9,57%).